# نشان ملی فرانسه
این نشان به طور رسمی نشان ملی این کشور محسوب نمی‌شود اما در وزارت امورخارجه، پاسپورت‌ها و کارت‌های شناسایی فرانسه از آن استفاده می‌شود زره و فسیز نشان قدرت، شاخه برگ بو نشان پیروزی جمهوری و شاخه بلوط نشان فرزانگی و حکمت است

## نگارخانه

فسیز که یک دسته میله که تبری در میان ان قرار داشته و پیشاپیش فرمانداران رومی می‌بردند و نشان قدرت بود.